# سیارک ۲۳۴۷۵۰
سیارک ۲۳۴۷۵۰ (به انگلیسی: 234750 Amymainzer، نامگذاری:2002NX69)۲۳۴۷۵۰مین سیارک کشف شده‌است که در ۰۸ ژوئیه ۲۰۰۲ کشف شد.